# سوگند هندوستان (فیلم ۱۹۹۹)
سوگند هندوستان (به هندی: Hindustan Ki Kasam) فیلمی محصول سال ۱۹۹۹ و به کارگردانی ویرو دوگان است. در این فیلم بازیگرانی همچون آمیتاب باچان، اجی دیوگن، مانیشا کویرالا، سوشمیتا سن، فریده جلال، پریم چوپرا، شاکتی کاپور، قادرخان، گلشن گروور، کاشمیرا شاه، سلیم خان ایفای نقش کرده‌اند.